# Douma (Síria)
Douma (árabe: دوما ou Dūmā) é uma cidade na Síria. Seu centro é de cerca de 10 km (6 mil) nordeste do centro de Damasco, a cidade é também o centro administrativo do distrito de Douma.
Durante a Guerra Civil Síria, Douma foi um importante ponto de combates e tinha testemunhado inúmeras manifestações contra o governo sírio e os confrontos armados contra o exército sírio e as forças de segurança durante as primeiras fases do conflito.

## História

### Douma na guerra civil síria
Em 30 de janeiro de 2012, em meio a guerra civil que afligia o país, o exército sírio ganhou o controle sobre a cidade após a batalha de Douma, uma operação principal contra os grupos armados da oposição em Rif Dimashq.
Em 29 de junho de 2012, o Exército sírio foi acusado de cometer um massacre em Douma, onde mais de 50 pessoas foram mortas. A partir de 18 de outubro de 2012, o exército livre da síria estava no controle da maior parte do subúrbio. Os combates e bombardeios continuaram na cidade.
No massacre em 2015, a cidade foi atacada por mísseis, deixando pelo menos 50 mortos e vários mais desaparecidos.
No começo de 2018, o grupo terrorista islamita Jaysh al-Islam passou a utilizar Douma como uma de suas bases de operação para atuar na Zona Rural de Damasco. Como resposta, o regime de Bashar al-Assad lançou uma série de ofensivas militares na região. Em 7 de abril deste mesmo ano, um ataque com armas químicas foi reportado, matando mais de 70 pessoas e ferindo outras 500. O governo sírio acusou os rebeldes de terem perpetrado o incidente, enquanto a oposição síria, os Estados Unidos e outras nações aliadas acusaram Assad de ser o real responsável do ataque. Uma semana após o ocorrido, forças aeronavais americanas, franceses e britânicas lançaram mísseis de cruzeiro e bombas contra alvos militares do regime Assad em Damasco e outras regiões, como retaliação pelo suposto ataque químico em Douma.